# 펌프 잇 업 2nd Dance Floor
펌프 잇 업 2nd Dance Floor는 1999년 12월 27일에 발매한 펌프 잇 업 1st Dance Floor의 후속작이다. 1st 버전과 동일한 인터페이스를 사용했다. 수록곡은 1st의 6곡과 신곡 17곡, 리믹스 6곡이다. 지금까지도 유저들이 많이 플레이하는 곡인 젝스키스의 컴백과 뫼비우스의 띠가 등장했다. 히든곡은 물음표로 표시되며 정체는 바로 코울, 엑스트라바간자, 2nd 히든 리믹스가 있다. 하지만 물음표로 떠있을 경우는 눌러도 골라지지 않는다. 시리즈 최초로 일부 곡들에서 16비트(1/4박)을 도입했지만 16비트 스텝이 있는 곡들은 판정이 개판정이 되는 버그가 있었다. 왜 개판정이 되었느냐에 대한 것은 자세히 밝혀지지 않았지만 가장 유력한 설로는 이 당시 프로그램은 판정을 해당 곡의 틱카운트와 비교해서 메기는 구조였기 때문에 1st만 해도 모든 곡은 2의 틱카운트를 가졌으나 해당 곡들은 최초로 4의 틱카운트를 가졌기 때문에 판정수준이 8비트가 되면서 판정이 막장이 되었다는 것이 이후의 추측. 해당곡은 I-야!, 파이널 오디션, 2nd 히든 리믹스, 코울, 꼭. 그리고 국내 리듬게임 최초로 곡 선택시에 올송 커맨드가 있었으며 리믹스에서의 더블 플레이와 보너스 스테이지도 이 버전부터 등장하였다.

## 대표 곡
싫어, 파이널 오디션, 엑스트라바간자, 컴백, 뫼비우스의 띠

## 플레이 가능 모드
- 선택법: 각 방향에 대응하는 화살표를 2번 눌러서 선택
  - 이지(易: Baby Step): 3스테이지 플레이 가능
  - 하드(難: Professional Step): 4스테이지 플레이 가능
  - 더블(兩; Twin Role Step): 최대 4스테이지 플레이 가능. 조건 달성시 보너스 스테이지 진출(3+1). 1인 플레이시에만 선택가능
  - 배틀(戰: Showdown Step): 3스테이지 플레이 가능. 2인 플레이시에만 선택가능
  - 리믹스(連: Crazy Step): 2스테이지 플레이 가능

## 일반 곡 목록
| 아티스트    | 노래            | 이지 | 하드 | 더블 |
| ----------- | --------------- | ---- | ---- | ---- |
| 반야        | 이그니션 스타츠 | X    | O    | O    |
| 반야        | 힙노시스        | X    | O    | O    |
| 허니 패밀리 | 랩교 2막        | O    | X    | X    |
| 클론        | 펑키 투나잇     | X    | O    | O    |
| 노바소닉    | 또다른 진심     | O    | O    | O    |
| 반야        | 크리미 스키니   | O    | X    | O    |
| 반야        | “싫어”          | O    | O    | O    |
| 반야        | 코울            | X    | O    | O    |
| 반야        | 파이널 오디션   | O    | O    | O    |
| 반야        | 엑스트라바간자  | X    | O    | O    |
| 이강신      | 리와인드        | O    | X    | X    |
| H.O.T.      | I-야!           | X    | O    | O    |
| H.O.T.      | 투지            | O    | X    | O    |
| S.E.S.      | 러브            | O    | X    | X    |
| 김건모      | 꼭              | O    | X    | O    |
| 젝스키스    | 컴 백           | X    | O    | X    |
| 젝스키스    | 뫼비우스의 띠   | X    | O    | O    |
| 조PD        | 피버            | O    | O    | O    |
| 한스밴드    | ‘호기심’        | O    | O    | O    |
| 클릭B       | 잊혀진 사랑     | X    | O    | X    |
| S#arp       | ‘텔 미 텔 미’   | O    | O    | O    |
| 조성모      | 상처            | O    | O    | X    |
| 아티스트    | 노래            | 이지 | 하드 | 더블 |

## 리믹스 곡 목록
| 아티스트                  | 노래                 | 싱글 | 더블 | 수록곡                                            |
| ------------------------- | -------------------- | ---- | ---- | ------------------------------------------------- |
| 터보                      | “터보 리믹스”        | O    | O    | 선택 온리 세븐틴 나 어릴적의 꿈 굿바이 예스터데이 |
| 조성모                    | 조성모 리믹스        | O    | O    | 유&I 상처                                         |
| 엄정화                    | 엄정화 리믹스        | O    | O    | 페스티발 스칼렛 몰라                              |
| 드렁큰 타이거/허니 패밀리 | 드렁큰 패밀리 리믹스 | O    | O    | 난 널 원해 랩교 1막                               |
| H.O.T./S.E.S.             | SM 타운 리믹스       | O    | O    | I-야! 투지 러브                                   |
| 반야                      | 리피토먼트 리믹스    | O    | O    | (원곡)                                            |
| 클론/젝스키스             | ‘2nd 히든 리믹스’    | O    | O    | 돌아와 펑키 투나잇 로드 파이터                    |
| 아티스트                  | 노래                 | 싱글 | 더블 | 수록곡                                            |

## 스테이지 별 출현곡
- Easy
  - 1 Stage - 러브, 텔 미 텔 미, 싫어, 랩교 2막
  - 2 Stage - 크리미 스키니, 호기심, 리와인드, 투지
  - 3 Stage - 상처, 피버, 또다른 진심, 꼭

- Hard
  - 1 Stage - 싫어, 텔 미 텔 미, 펑키 투나잇, 호기심
  - 2 Stage - I-야!, 잊혀진 사랑, 또다른 진심, 코울
  - 3 Stage - 상처, 피버, 뫼비우스의 띠, 파이널 오디션
  - 4 Stage - 컴백, 힙노시스, 이그니션 스타츠, 엑스트라바간자

- Double
  - 1 Stage - 호기심, 싫어, 텔 미 텔 미, 펑키 투나잇
  - 2 Stage - 크리미 스키니, I-야!, 꼭, 또다른 진심
  - 3 Stage - 투지, 피버, 뫼비우스의 띠, 이그니션 스타츠
  - Bonus Stage - 코울, 파이널 오디션, 힙노시스, 엑스트라바간자

- Nonstop Remix
  - 1 Stage - 조성모 리믹스, 엄정화 리믹스, 드렁큰 패밀리 리믹스, SM 타운 리믹스
  - 2 Stage - SM 타운 리믹스,[3] 테크노 리피토먼트 리믹스, 터보 리믹스, 2nd 히든 리믹스

| 펌프 잇 업 시리즈          | 펌프 잇 업 시리즈 | 펌프 잇 업 시리즈          | 펌프 잇 업 시리즈 | 펌프 잇 업 시리즈                 |
| -------------------------- | ----------------- | -------------------------- | ----------------- | --------------------------------- |
| 펌프 잇 업 1st Dance Floor | <-                | 펌프 잇 업 2nd Dance Floor | ->                | 펌프 잇 업 3rd O.B.G. Dance Floor |